# Franciszek Lenczowski
Franciszek Lenczowski (ur. 25 maja 1895 w Stroniu w powiecie wadowickim, zm. 1980) – polski historyk, wojskowy, pedagog, wydawca źródeł, autor licznych opracowań z zakresu dziejów Żywiecczyzny.

## Życiorys
Ukończył szkołę powszechną w Lanckoronie, a następnie gimnazjum w Wadowicach. Brał udział w I wojnie światowej, dwukrotnie będąc rannym. Do 1924 służył w Wojsku Polskim, odchodząc ze służby w stopniu kapitana. 
W 1926 uzyskał dyplom doktora filozofii (w zakresie historii) na Uniwersytecie Jagiellońskim. Od 1926 do 1931 uczył historii w Gimnazjum klasycznym w Chorzowie, później do 1934 kierował śląskim Ośrodkiem Metodycznym, a od 1934 do wybuchu wojny pracował jako dyrektor I Liceum w Chorzowie.
Po wybuchu II wojny światowej znalazł się w Wielkiej Brytanii. Tam od 1941 zajmował się organizacją szkolnictwa młodych uchodźców z ramienia rządu na wychodźstwie. W lipcu 1943 został kierownikiem działu Ministerstwa WR i OP odpowiedzialnego za szkolnictwo ogólnokształcące. 
Do Polski powrócił w 1947, początkowo pracując w jednym z krakowskich liceów; a następnie, w latach 1952-1957, uczył historii w żywieckim Liceum im. Kopernika. Ponownie znalazłszy się w Krakowie, skupia się na pracy naukowej, publikując łącznie około 80 opracowań na temat dziejów Śląska i Małopolski, ze szczególnym uwzględnieniem Żywca i Żywiecczyzny. 
Członek komisji Nauk Historycznych krakowskiego oddziału PAN i krakowskiego oddziału PTH. Działał również w Towarzystwie Miłośników Ziemi Żywieckiej.

## Odznaczenia
Wojenne
- Krzyż Niepodległości[1]
- Krzyż Walecznych[1]
- Croix de Guerre[1]
- Medal Polskich Sił Lotniczych[1]

Cywilne
- Order św. Grzegorza Wielkiego (1974)[1]
- Medal za Zasługi dla Miasta Żywca (1975)[1]

## Wybrane publikacje
- Materiały do dziejów miasta Żywca od XV do XVIII wieku (1957)
- O dawnej produkcji piwa w Żywcu (XVI-XVIII w.), "Małopolskie Studia Historyczne" (1960)
- Z dziejów Lanckorony, "Studia Historyczne" (1973)
- Żywiec i Żywiecczyzna według swych inwentarzy z XVIII w., "Studia Historyczne" (1973)
- Inwentarze dóbr żywieckich z XVIII wieku (1980)